# Dennis Bozic
Dennis Bozic (* 2. August 1990 in Södertälje) ist ein schwedischer Eishockeyspieler, der seit Januar 2011 bei IF Sundsvall Hockey in der schwedischen HockeyAllsvenskan unter Vertrag steht.   

## Karriere
Dennis Bozic begann seine Karriere als Eishockeyspieler in seiner Heimatstadt in der Jugend des schwedischen Erstligisten Södertälje SK, für den er bis 2007 auflief. Anschließend wechselte der Verteidiger in den Nachwuchs des Linköpings HC, für dessen Profimannschaft er in der Saison 2007/08 sein Debüt in der Elitserien bestritt, wobei er in zwei Spielen punkt- und straflos blieb. Auch in der folgenden Spielzeit stand der Rechtsschütze sowohl für Linköpings in der Elitserien, als auch deren U20-Mannschaft auf dem Eis. Zudem absolvierte Bozic in der Saison 2008/09 insgesamt fünf Spiele für die Nybro Vikings IF und Malmö Redhawks in der zweitklassigen HockeyAllsvenskan. In der folgenden Saison spielte er überwiegend als Leihspieler bei IK Oskarshamn in der HockeyAllsvenskan, wo er zu 42 Einsätzen kam. Auch in der Saison 2010/11 absolvierte Bozic nur wenige Spiele für den Linköpings HC. Im Januar 2011 gaben ihn diese an den Zweitligisten IF Sundsvall Hockey ab.

### International
Für Schweden nahm Bozic an der U18-Junioren-Weltmeisterschaft 2008 teil, bei der er mit seiner Mannschaft den vierten Platz belegte.